# ホンダ・トルネオ
トルネオ（TORNEO）は、本田技研工業がかつて生産、販売していたセダン型の乗用車である。

## 概要
6代目アコードの姉妹車で、アスコット（プリモ店）/ ラファーガ（ベルノ店）の統合後継車に位置付けられる。ラインナップは4ドアセダンのみで、アコードとはフロントグリル、ヘッドライト周りとテールライト周りが異なる。当時としては珍しいHIDヘッドライトを、廉価グレードを除く全車に標準装備していた。
直列4気筒エンジンを横置き搭載した前輪駆動もしくは四輪駆動レイアウトを採用し、エンジンはF20B型のSOHCとDOHC VTEC、F18B型の3種類が搭載される。後に追加された「ユーロR」には、H22A型が搭載される。
発売当初は姉妹車のアコードよりも日本人好みのデザインで、ベルノ店・プリモ店の2チャネル販売であったことから、クリオ店のみの扱いだったアコード以上の販売台数を記録したこともあった。

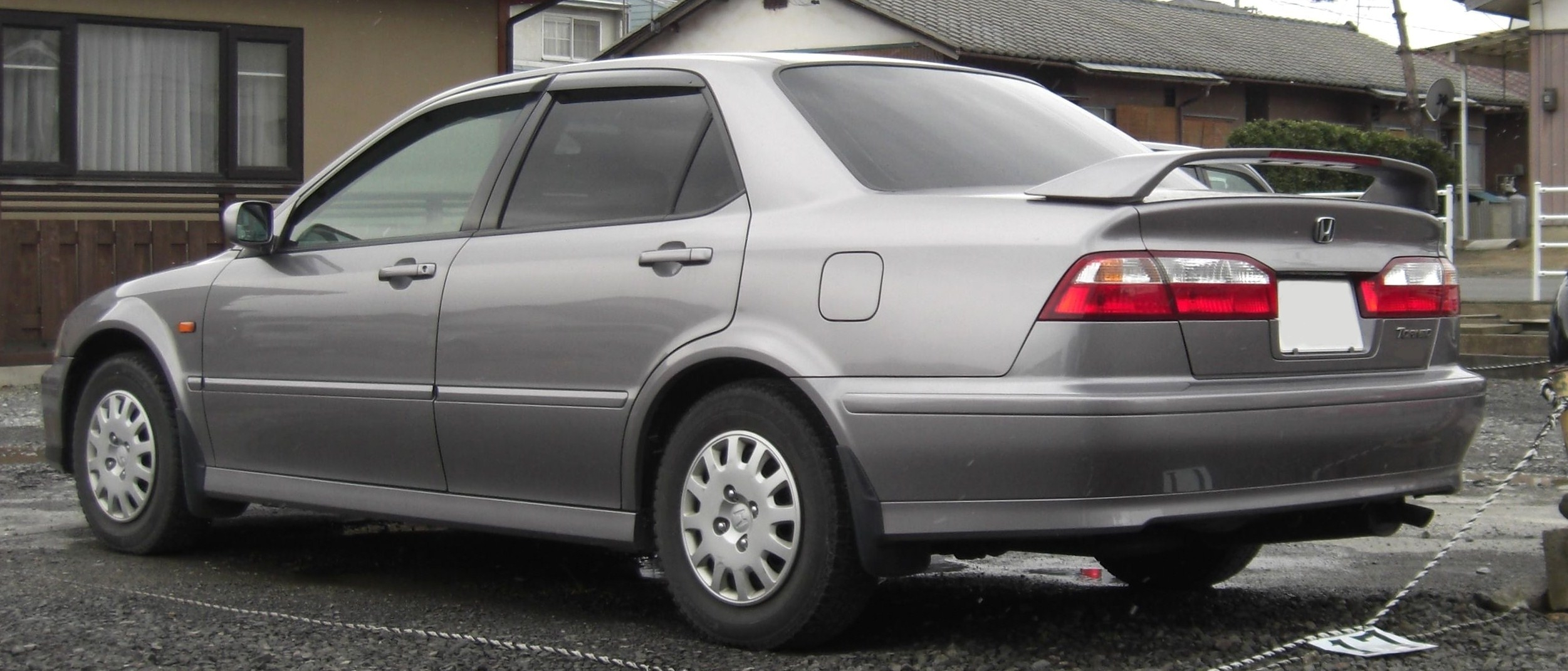
（後期型・リア）
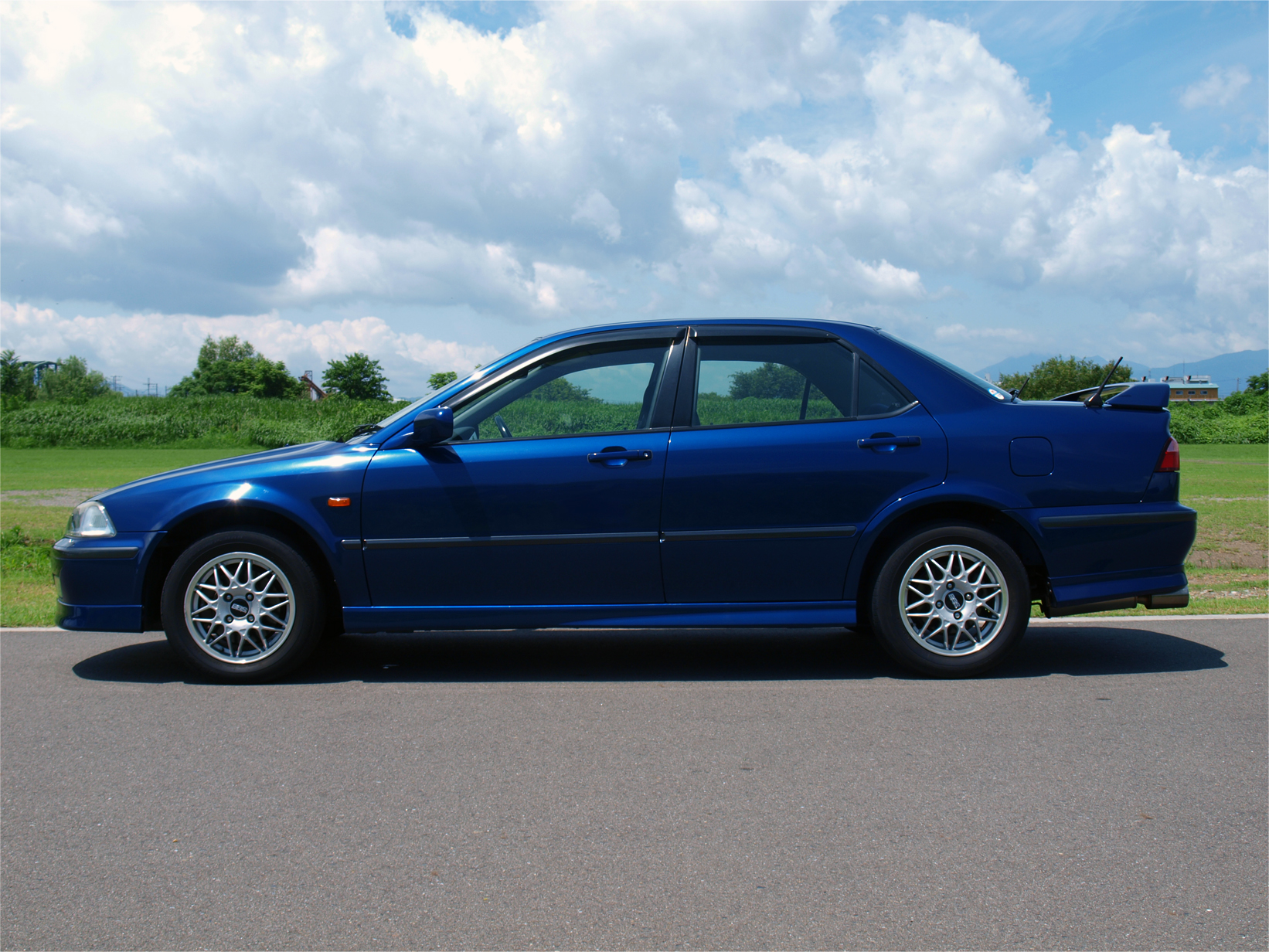
SIR-T （前期型・側面）
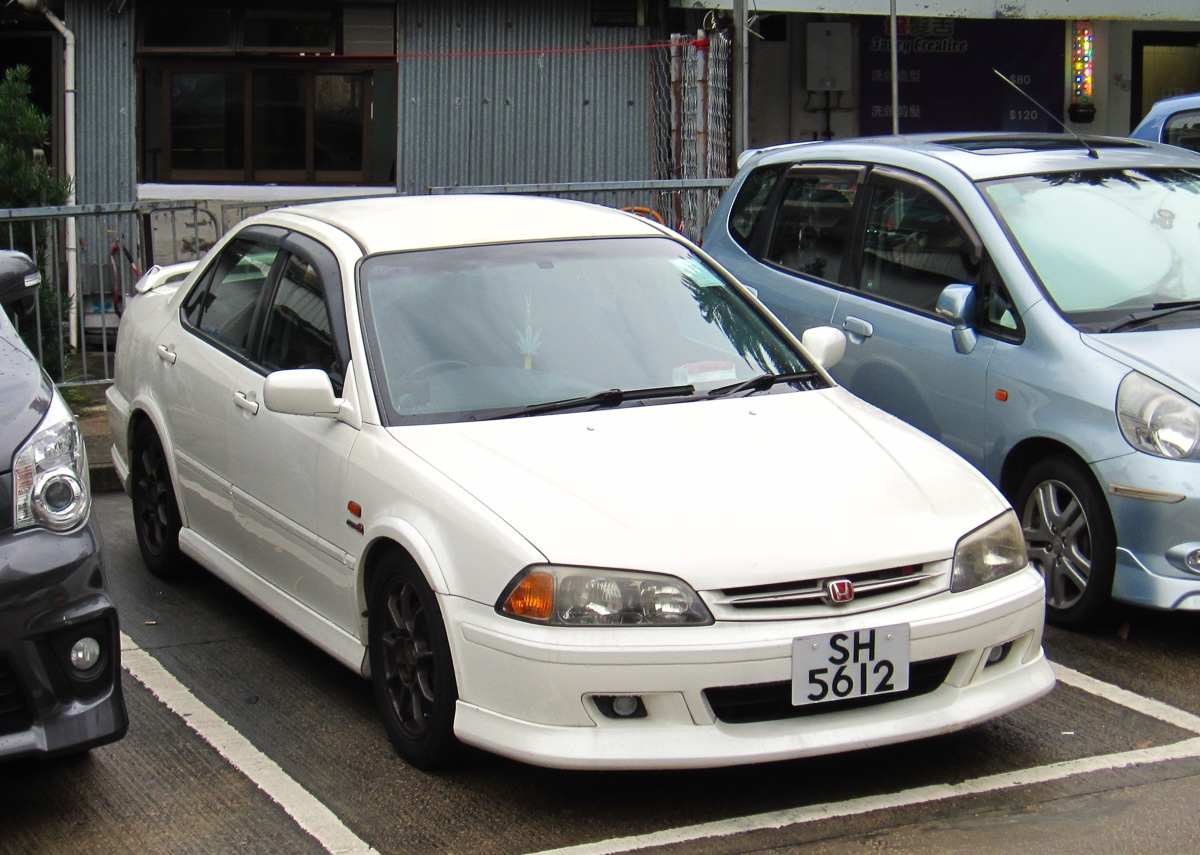
ユーロR

## 初代 CF3/4/5/CL1/3型（1997年-2002年）
- 1997年9月4日[1] - 6代目アコードとともに登場した。
- 1998年5月21日[2] - 特別仕様車「ホワイトパールエディション」を発売。専用ホワイトパールのボディーカラー、メッキアルミ、BOSEサウンドシステム（メインユニットはカセットデッキ）等を装備した。
- 1999年
  - 1月21日[3]  - 一部改良をおこない、フロントグリルデザインを変更し、フロントスタイルを一新。
  - 7月30日[4] - 特別仕様車「クリーンツーリング」を設定し発売。
- 2000年6月1日[5] - H22A型エンジンを搭載した「トルネオユーロR」を発売し、同時にDOHC 2.0L 高出力エンジンを搭載したMT仕様の「SiR-T」を廃止。2.0VTSの型式変更（CF4型→CL3型)。ユーロRは姉妹車の6代目アコードにも同時に設定された。
- 2001年5月31日[6]  - マイナーチェンジをおこなった。標準装備オーディオがカセットテープからCDになる。「SiR・Euroパッケージ」を追加。
- 2002年
  - 5月9日[7] - 特別仕様車「スタイルエディション」「プレミアムエディション」「Euro-R・X」を発売。
  - 10月 - 7代目アコードの登場に伴い、アコードOEMのアスカとともに生産・販売終了。新車登録台数の累計は6万278台[8]。7代目アコードは2006年にホンダカーズ全店扱いとなり、プリモ店とベルノ店における4年間の空白を埋める形となった。

## 車名の由来
「Touring(ツーリング、旅)」+「Neo(新しい：ギリシア語)」による造語。

## 取扱販売店
- プリモ店
- ベルノ店